# Hopea nutans
Espèce
Statut de conservation UICN

 CR A1cd+2cd, B1+2c : 
En danger critique
Hopea nutans est une espèce de plantes du genre Hopea de la famille des Dipterocarpaceae.
On la trouve en Malaisie péninsulaire et à Bornéo . Le plus grand spécimen mesuré mesure 82,8 m dans le parc national des Collines de Tawau , à Sabah, sur l’île de Bornéo .